# Solanum confusum
Solanum confusum ist eine Art der Gattung Nachtschatten (Solanum) in der Familie der Nachtschattengewächse (Solanaceae).

## Beschreibung
Solanum confusum ist ein 1 bis 3,5 m hoher Strauch. Die Zweige sind unbehaart bis dicht filzig mit drüsigen und nichtdrüsigen Trichomen behaart. Die sympodialen Einheiten besitzen vier oder fünf Laubblätter. Die Blattspreiten sind häutig bis fast häutig, 5 bis 19 cm lang und 1,5 bis 6,5 (selten bis 8) cm breit. Das Verhältnis von Länge zu Breite liegt zwischen 2:1 und 4,5:1. Die Blätter sind ungeteilt und elliptisch geformt. Nach vorn sind sie spitz oder zugespitzt, an der Basis keilförmig oder am Blattstiel herablaufend. Sie sind unbehaart oder auf beiden Seiten moderat filzig behaart. Die Blattstiele haben eine Länge von 0,5 bis 4 cm und sind unbehaart bis moderat filzig behaart, wobei die Behaarung in einer Rinne auf der Vorderseite dichter ist.
Die Blütenstände sind unverzweigt oder bis zu zweifach gegabelt oder weiter verzweigt. Sie enthalten 5 bis 30 (selten auch 40 oder mehr) Blüten. Der Blütenstandsstiel ist 1,5 bis 9 cm lang, die Blütenstandsachse 1 bis 10 cm. Die Blütenstiele werden 5 bis 30 mm lang und stehen 1 bis 14 (selten bis 40) mm auseinander. An der Frucht verlängern sich die Blütenstiele auf 15 bis 35 cm und sind unterhalb des Kelchs nach außen verbreitert. An oder nahe der Basis sind sie verbreitert und hinterlassen eine Narbe oder einen kurzen, bis zu 1 mm langen Zapfen. Der Blütenstand ist unbehaart bis dicht filzig mit drüsigen und nichtdrüsigen Trichomen behaart.
Der Kelch ist nahezu unbehaart bis dicht behaart, er misst 2 bis 8 mm im Durchmesser und ist mit 1 bis 7 mm langen und 1 bis 2 mm breiten, dreieckigen Zipfeln besetzt, die oftmals in eine spitz zulaufende Spitze verjüngt sind. Die Krone ist pink bis violett, häutig bis papierartig und sternförmig oder sternförmig-glockenförmig geformt. Sie misst 8 bis 15 mm im Durchmesser, die Kronröhre ist 2 bis 4 mm lang. Die Kronlappen sind 6 bis 12 mm lang und an der Basis 2 bis 5 mm breit. Sie sind schmal dreieckig bis eiförmig und nach vorn spitz oder nahezu spitz. Die Außenseite kann unbehaart bis dicht behaart sein, die Innenseite ist bis auf die Mittelrippe und die Spitzen unbehaart.
Die Staubbeutel können zusammengeneigt sein, sie sind grünlich weiß bis purpurn, gelblich oder rötlich braun gefärbt. Sie sind eiförmig bis lanzettlich geformt, unbehaart, auf der Außenseite rau aber nicht papillös und werden 5 bis 9 mm lang und 1,5 bis 3,5 mm breit. Die Poren sind nach außen gerichtet. Der Fruchtknoten ist unbehaart. Der Griffel ist ebenfalls unbehaart oder spärlich behaart, zylindrisch und 6 bis 10 mm lang und etwa 0,5 bis 1 mm durchmessend. Die Narbe ist abgeschnitten.
Die Früchte sind etwa 0,8 bis 2 cm lang und ebenso breit. Sie sind kugelförmig, an der Spitze abgestumpft, unbehaart und bei Reife gelb bis orange gefärbt. Es können Steinzellen vorhanden sein. Die Samen sind 4 bis 6 mm lang, 3 bis 5 mm breit, gewinkelt und unbehaart und runzelig oder besonders entlang des Randes mit dichten weißen Pseudohaaren behaart.

## Vorkommen und Standorte
Die Art kommt in Bolivien und im nordwestlichen Argentinien vor. Sie wächst in subtropischen Nebelwäldern, auf offenen Flächen oder in Sekundärvegetation. Oftmals ist sie an Hängen oder in Schluchten zusammen mit Alnus acuminata zu finden. Die Standorte liegen in Höhenlagen von 900 bis 4000 m.

## Systematik
Innerhalb der Nachtschatten (Solanum) wird die Art in die Sektion Cyphomandropsis eingeordnet.

## Belege
- Lynn Bohs: Revision of Solanum Section Cyphomandropsis (Solanaceae). Systematic Botany Monographs, Band 61, The American Society of Plant Taxonomists, August 2001. ISBN 0-912861-61-4